# Schwarzwasserbrücken

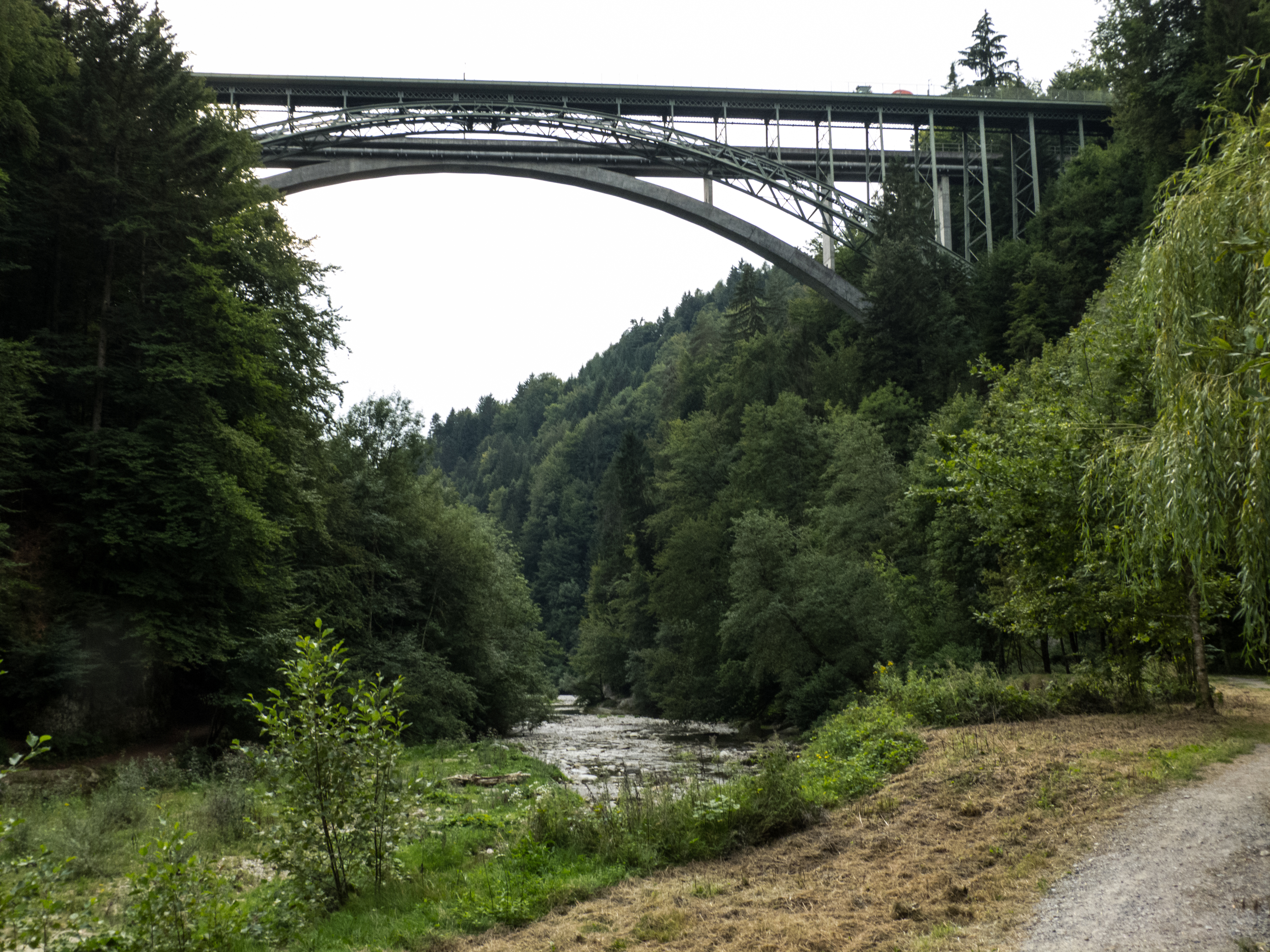
Beide Brücken (2013)

Die Schwarzwasserbrücken sind zwei parallele 170 Meter lange Bogenbrücken über den Schwarzwassergraben, kurz vor der Mündung zur Sense, zwischen Schwarzenburg und Köniz im Kanton Bern.
Die stählerne Strassenbrücke der Hauptstrasse 232 von 1882 steht unter Denkmalschutz. Sie wurde 1907 ergänzt durch die flussabwärts gelegene stählerne Eisenbahnbrücke der Bahnstrecke Bern Fischermätteli–Schwarzenburg, die 1979 durch eine Stahlbetonbrücke ersetzt wurde.